# Strona kodowa
Strona kodowa – wariant przypisania poszczególnym kodom binarnym różnych znaków pisarskich w ramach danego systemu kodowania.
IBM wprowadził ośmiobitowe rozszerzone kody ASCII na oryginalnym komputerze IBM PC, a później wyprodukował odmiany dla różnych języków i kultur. IBM nazwał takie zestawy znaków stronami kodowymi i przypisał numery zarówno tym, które sami wymyślili, jak i wielu wymyślonym i używanym przez innych producentów. W związku z tym zestawy znaków są bardzo często wskazywane przez numer strony kodowej IBM. W stronach kodowych zgodnych z ASCII dolne 128 znaków zachowało swoje standardowe wartości US-ASCII, a różne strony (lub zestawy znaków) można było udostępnić z górnymi 128 znakami.
Różne strony kodowe przyjmują dla tego samego kodu odmienne znaki, a ponadto różnią się samymi zestawami znaków. W zależności od wyboru strony kodowej, ten sam dokument może być czytelny, mogą być trudności z jego odczytaniem albo też nie będzie można go w ogóle odczytać. Jeśli dokument nie jest czytelny, to potocznie mówi się, że wyświetla „robaki” lub „krzaczki”.
W przeszłości kody binarne były opisane na bajtach, zwykle ośmiobitowych, co dawało możliwość zakodowania maksymalnie 256 różnych znaków (czasami trzeba było ten zbiór uszczuplić jeszcze bardziej o tzw. kody sterujące). Była to liczba dalece niewystarczająca dla umieszczenia w jednym zestawie znaków ze wszystkich alfabetów, nie mówiąc już o innych znakach, jak semigrafika, cyfry, znaki interpunkcyjne i szereg innych znaków specjalnych. Rezultatem było istnienie tak wielu stron kodowych i konieczność zarządzania nimi.
Próbą rozwiązania problemu stron kodowych było wprowadzenie zestawu znaków Unicode, obejmującego ponad milion znaków wszystkich alfabetów świata, nawet takich jak hieroglify. Unicode jest jednak tylko zestawem samych znaków, więc aby go zastosować, korzysta się z systemów ich kodowania, do których należą m.in. UTF-8, UTF-16 i UTF-32.